# محمد أميمة
محمد أميمة هو شاعر غنائي ليبي من مواليد 1964 بمدينة مصراتة، له عدة دواوين منها ديوان نزعل ونرضى، وديوان سألتيني، وديوان مازلت حاير، وديوان هذي الحياة. وألف كتاب الفرسان أحفاد وأجداد. غنى له العديد من الفنانين الليبيين مثل محمد حسن وسيف النصر.